# Коріфанта
Коріфанта (Coryphantha) — рід сукулентних рослин з родини кактусових.

## Етимологія
Назва роду, офіційно описаного Шарлем Лемером в 1868 році, походить від грец. κορυφή — голова, вершина та грец. ανθσς — квітка.

## Морфологічний опис

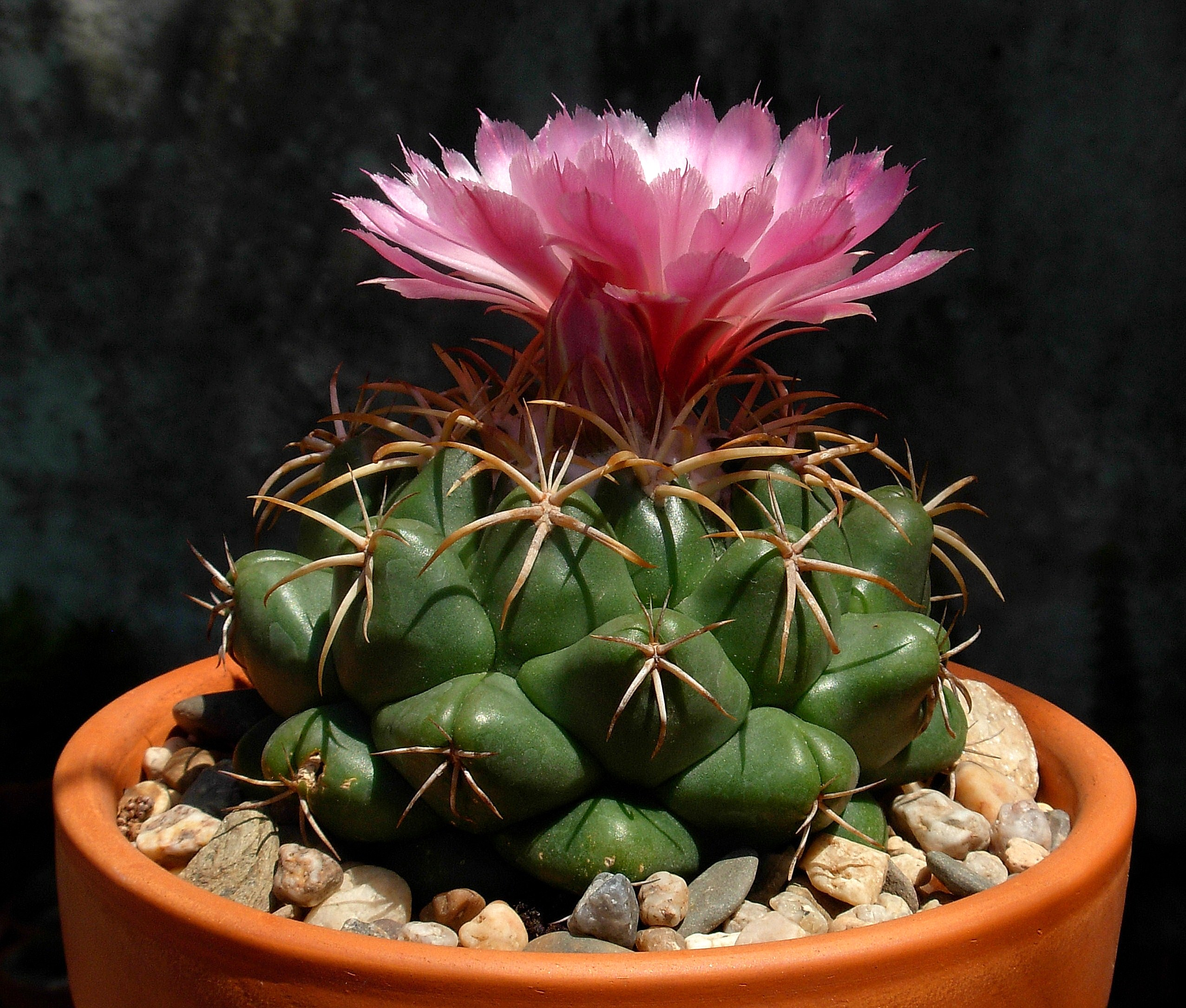
Coryphantha elephantidens

Стебла в залежності від виду кулясті, циліндричні або подовжені, 3-30 см заввишки, у більшості видів із сильно опушеною верхівкою. Ребра складаються з великих сосочків конусоподібної або напівсферичної форми, розташованих по спіралі. Характерною морфологічною особливістю дорослих рослин є наявність борозенки, нерідко опушеної і спрямованої від ареоли по верхній частині сосочка в бік аксіли. У борозенках або аксілах окремих видів є маленькі залозки. Радіальні колючки (10-20) у більшості видів жорсткі, від білих до брудно-коричневих, близько 1,5 см завдовжки. Центральні колючки (0-14) жовті, сірі, темно-коричневі, шилоподібні, 1-2 см завдовжки. Квітки самозапильні, воронкоподібні, широко відкриті, 2-7 см завдовжки і 2-10 см в діаметрі, з ланцетоподібними блискучими пелюстками блідо-жовтого або рожевого забарвлення, з'являються із проміжків між ареолами. Плоди у вигляді ягоди розвиваються в м'якоті стебла і визрівають тільки на наступний рік.

## Ареал
Ареал — від півдня Канади через весь захід США до мексиканського штату Оахака. Широко поширені на висоті 1000 — 3500 м над рівнем моря, в умовах різноманітних кліматичних зон.

## Екологія

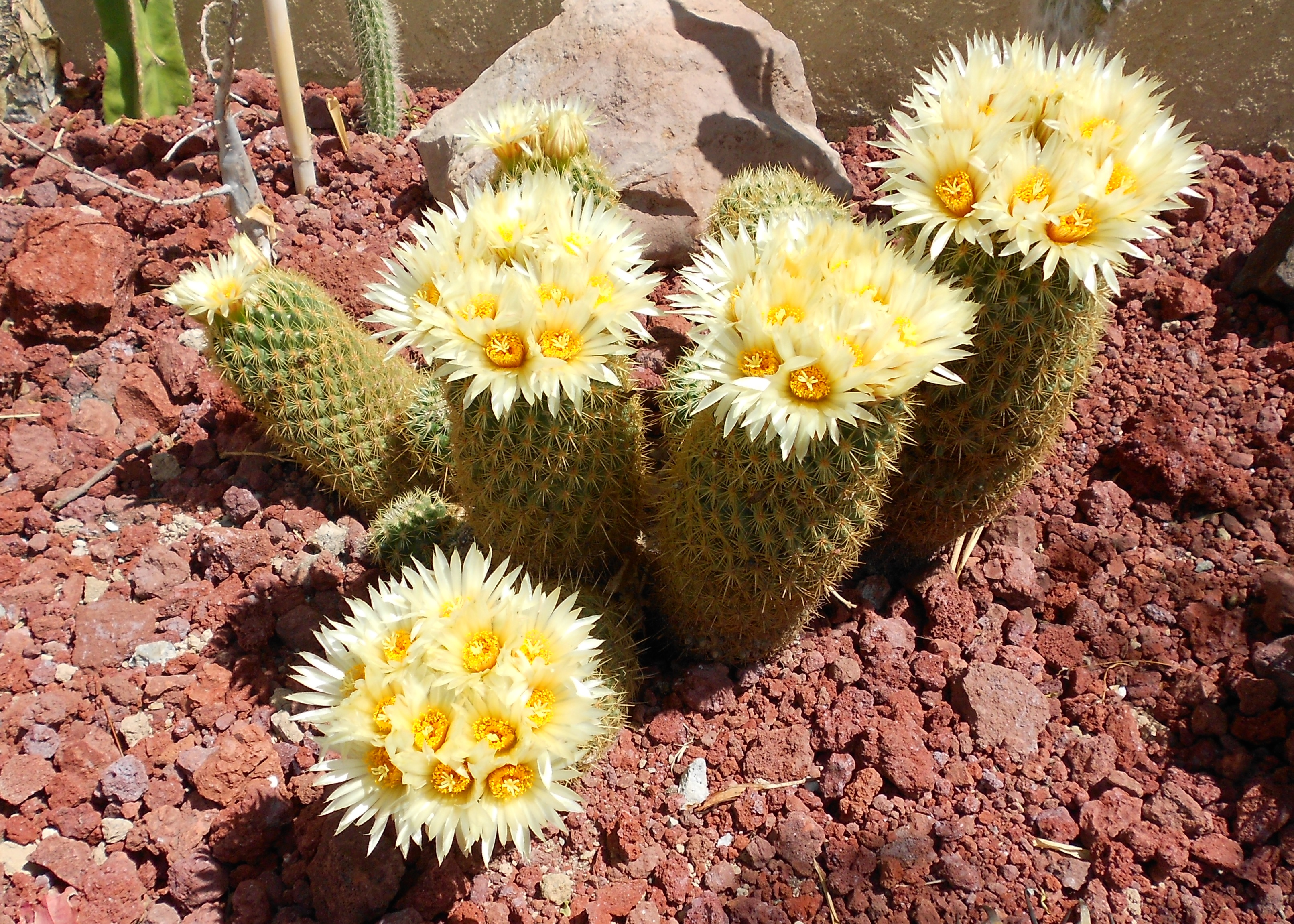
Coryphantha erecta

У природних умовах коріфанти відрізняються високою пристосованістю до зміни умов навколишнього середовища. У природних умовах коріфанта найчастіше зустрічаються в тріщинах вапнякових виходів скель на бідних ґрунтах наносних або на кам'янистих осипах серед періодично висихаючих трав і, нерідко, під прикриттям низькорослих чагарників і дерев. У посушливий період ряд видів втягуються по саму верхівку в землю, рятуючись таким чином від перегріву і надмірної втрати вологи. У зимовий період високогірні види і представники північно-західних штатів США витримують короткочасні заморозки і сніговий покрив.

## Догляд та утримання
У оранжерейній культурі рекомендується вирощувати їх на власних коріннях, при цьому умови утримання залежать від місця зростання видів. Так, для представників високогірних районів і північних широт, які стосуються «твердотілих» корифант(Coryphantha compacta, Coryphantha echinus, Coryphantha radians та ін.) рекомендується зводити гумусні складові до мінімуму і додавати до субстрату до 20 % від обсягу кальційвміщуючі складові.
Решта представників роду добре себе почувають у субстраті, що містить до 30 % суміші рівних частин дернової і листової землі, 40 % грубозернистого піску і гравію, до 10 % мармурової або гіпсової крихти, решта — наповнювачі.
Потребують багато сонячного світла, тепла та свіжого повітря. Деякі види слід захищати від прямого сонячного проміння.
У вегетаційний період полив помірний. Зимове утримання при температурі 6-8 °С, майже без поливу. Розмножуються насінням і вегетативним шляхом. Не зважаючи на повільний розвиток сіянців, прищеплювати їх не рекомендується.

## Галюциногенні властивості

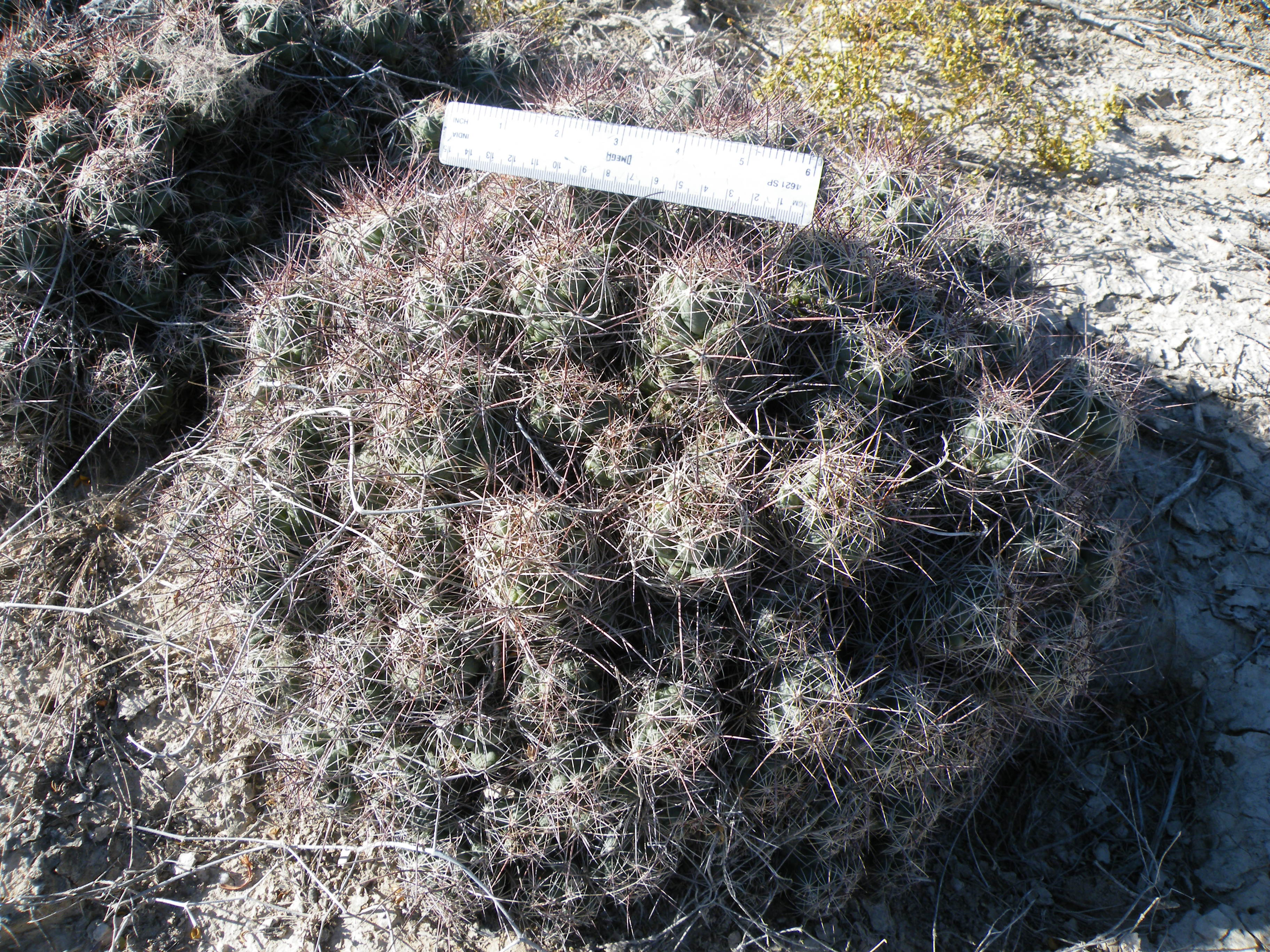
Кущ Coryphantha macromeris у природних умовах

Coryphantha macromeris — невелика рослина, відома на півночі Мексики як кактус «Донна Анна». Це галюциногенний кактус, сила впливу якого на психіку у п'ять разів менша ніж у пейота. Однак він не містить мескаліну. Алкалоїд, що входять до його складу — нормакромерін (аналог епінефріну), ймовірно має психоактивні властивості. Вважається, що кактус Донна Анна містить не більше 0.1 відсотка макромеріну. Для того, щоб викликати психотропний ефект, необхідно понад 1 г цієї речовини. Для цього потрібно з'їсти понад 1 кг сухих кактусів, або близько 45 кг свіжих рослин. Інші види роду корифанта також містять макромерін. Серед них найвідоміші Coryphantha compacta, Coryphantha pectinada, Coryphantha elephantideus, Coryphantha runyonii та Coryphantha cornifera var. echinus.

## Класифікація
Великий рід, в систематичному плані близький до мамілярій, що нараховує багато видів і різновидів.
Види, що складають зараз рід корифанта, вперше були виділені Пфейффером, який згрупував їх під назвою Eumamillaria в серіях Conothele і Brachypetalae. Лемер з декількох виділених видів запропонував утворити нову серію під назвою Aulacothelae. У 1850 році Сальм-Дік вивів із серії Aulacothelae кілька видів в нову серію з назвою Glanduliferae. У 1853 році Посельгер кілька рослин з обох серій Сальм-Діка приєднав до роду Echinocactus. У 1858 році Енгельманн виділив підгрупу з назвою «Coryphantha» з дуже численного роду Mammillaria. У 1868 році Лемер підвищив підгрупу Coryphantha до рангу самостійного роду. Майже з самого початку, дослідники не могли прийти згоди щодо меж роду. Деякі розширювали рід, включаючи види, які виділялися в рід Escobaria. Міжнародна група з систематики кактусів, проте, прийняла рід Escobaria як самостійний, але включила роди Cumarinia Buxb. і Lepidocoryphantha в рід коріфанта.

## Охорона у природі
42 види роду Коріфанта входять до Червоного списку Міжнародного Союзу Охорони Природи, деякі з них відсутні у списках визнаних видів, наведених в монографії Андерсена «The Cactus Family».
| - Coryphantha clavata — статус: «Найменший ризик» - Coryphantha compacta — статус: «Найменший ризик» - Coryphantha cornifera — статус: «Найменший ризик» - Coryphantha delaetiana — статус: «Найменший ризик» - Coryphantha delicata — статус: «Найменший ризик» - Coryphantha difficilis — статус: «Найменший ризик» - Coryphantha durangensis — статус: «Найменший ризик» - Coryphantha echinoidea — статус: «Найменший ризик» - Coryphantha echinus — статус: «Найменший ризик» - Coryphantha elephantidens — статус: «Найменший ризик» - Coryphantha erecta — статус: «Найменший ризик» - Coryphantha georgii — статус: «Найменший ризик» - Coryphantha glanduligera — статус: «Найменший ризик» - Coryphantha glassii — статус: «Найменший ризик» - Coryphantha gracilis — статус: «Найменший ризик» - Coryphantha hintoniorum — статус: «Уразливі види» - Coryphantha jalpanensis — статус: «Найменший ризик» - Coryphantha kracikii — статус: «Даних недостатньо» - Coryphantha longicornis — статус: «Найменший ризик» - Coryphantha macromeris — статус: «Найменший ризик» - Coryphantha maiz-tablasensis — статус: «Види під загрозою вимирання» | - Coryphantha neglecta — статус: «Найменший ризик» - Coryphantha nickelsiae — статус: «Найменший ризик» - Coryphantha octacantha — статус: «Найменший ризик» - Coryphantha ottonis — статус: «Найменший ризик» - Coryphantha pallida — статус: «Найменший ризик» - Coryphantha poselgeriana — статус: «Найменший ризик» - Coryphantha potosiana — статус: «Види на межі зникнення» - Coryphantha pseudoechinus — статус: «Найменший ризик» - Coryphantha pseudonickelsiae — статус: «Найменший ризик» - Coryphantha pulleineana — статус: «Види під загрозою вимирання» - Coryphantha pycnacantha — статус: «Види під загрозою вимирання» - Coryphantha ramillosa — статус: «Найменший ризик» - Coryphantha recurvata — статус: «Найменший ризик» - Coryphantha retusa — статус: «Даних недостатньо» - Coryphantha robustispina — статус: «Найменший ризик» - Coryphantha salinensis — статус: «Найменший ризик» - Coryphantha sulcata — статус: «Найменший ризик» - Coryphantha tripugionacantha — статус: «Найменший ризик» - Coryphantha vogtherriana — статус: «Найменший ризик» - Coryphantha wedermannii — статус: «Найменший ризик» - Coryphantha wohlschlageri — статус: «Найменший ризик» |